# Philocleon anomalus
Philocleon anomalus är en insektsart som beskrevs av Roberts 1941. Philocleon anomalus ingår i släktet Philocleon och familjen gräshoppor. Inga underarter finns listade i Catalogue of Life.